# 韓金榜
韓金榜（约1771年—？），山東禹城縣（今禹城市）人，清朝军事将领，回族，同武進士出身。
韓金榜之父有彰，乾隆三十六年（1771年）武舉人。韓金榜為嘉慶九年（1804年）甲子科武舉人，嘉慶十年（1805年），聯捷乙丑科三甲第四十二名武進士。以衛守備用。